# Lobogonodes multistriata
Lobogonodes multistriata är en fjärilsart som beskrevs av Butler 1889. Lobogonodes multistriata ingår i släktet Lobogonodes och familjen mätare. Inga underarter finns listade i Catalogue of Life.